# 納穆諾區
13°37′16″S 38°49′08″E / 13.621°S 38.819°E
納穆諾區（葡萄牙語：Namuno），是莫桑比克的行政區，位於該國北部，由德爾加杜角省負責管轄，首府設於納穆諾，面積6,037平方公里，2015年人口211,737，人口密度每平方公里35人。